# Рогати акули
Рогатите акули (Heterodontus) са род хрущялни риби, единствени в семейство Разнозъби акули (Heterodontidae), разред Разнозъбообразни (Heterodontiformes).
Разнозъбообразните се появяват във фосилните данни в ранния юрски период, много преди някой от другата група от Galeomorphii, която включва всички съвременни акули с изключение Squaliformes. Въпреки това, те никога не са били особено разпространени и е вероятно техния произход се крие още по-назад.

## Разпространение
Този род акули се срещат в тропичните и субтропичните води на Тихия и Индийския океан.

## Видове
Родът включва девет съвременни вида. Всички те са сравнително малки – най-големите видове са само 150 cm на дължина при възрастните индивиди.
- Вид Калифорнийска рогата акула (Heterodontus francisci) Girard, 1855
- Вид Качулата рогата акула (Heterodontus galeatus) Albert Günther, 1870
- Вид Японска рогата акула (Heterodontus japonicus) Maclay & Macleay, 1884
- Вид Мексиканска рогата акула (Heterodontus mexicanus) Taylor & Castro-Aguirre, 1972
- Вид Оманска рогата акула (Heterodontus omanensis) Baldwin, 2005
- Вид Австралийска рогата акула (Heterodontus portusjacksoni) Meyer, 1793
- Вид Перуанска рогата акула (Heterodontus quoyi) Fréminville, 1840
- Вид Мозамбикска рогата акула (Heterodontus ramalheira) Smith, 1949
- Вид Китайска рогата акула (Heterodontus zebra) Gray, 1831

## Описание
В предната част на челюстите им зъбите са малки и остри, а назад са заоблени и по-големи.

## Хранене
Те са дънни видове и се хранят с мекотели, раци и морски таралежи.

## Размножаване
Всички представители на разреда са яйцеснасящи, като инкубацията на яйцата продължава до седем месеца. Обикновено женската снася само едно-две яйца.